# Barbara Dębicka
Barbara Dębicka (ur. 29 listopada 1939 w Kutnie) – polska biolog, poseł na Sejm PRL VII kadencji.

## Życiorys
W latach 1955–1958 uczęszczała do Technikum Farmaceutycznego w Łodzi. Od 1958 pracowała w Państwowym Przedsiębiorstwie Aptek Społecznych w Kutnie, a następnie jako technolog specjalista w Kutnowskich Zakładach Farmaceutycznych „Polfa”. W 1970 uzyskała zaocznie wykształcenie wyższe na Wydziale Biologii i Nauk o Ziemi Uniwersytetu Łódzkiego. W 1976 uzyskała mandat posła na Sejm PRL w okręgu Płock. Zasiadała w Komisji Górnictwa, Energetyki i Chemii oraz w Komisji Pracy i Spraw Socjalnych.